# Ishimori Productions
Ishimori Productions (石森プロダクション Ishimori Purodakushon) or Ishimori Pro (石森プロ Ishimori Puro) là một công ty sản xuất của Nhật Bản phát triển các tác phẩm được tạo ra bởi họa sĩ truyện tranh Ishinomori Shotaro. Những tác phẩm bao gồm Cyborg 009, Kikaider, Inazuman, Skull Man, Ganbare !! Robocon, Voicelugger, Toei Fushigi Comedy Series, Kamen Rider Series và những tác phẩm đầu tiên của loạt Super Sentai. Ở Indonesia công ty cũng có tham gia trong loạt tokusatsu ban đầu của Indonesia, cụ thể là BIMA Satria Garuda và Satria Garuda BIMA-X dựa trên Kamen Rider Series.